# 107-es busz (Budapest, 1971–1976)
A budapesti 107-es jelzésű autóbusz a Bosnyák tér és a Kelenföldi pályaudvar között közlekedett. A viszonylatot a Budapesti Közlekedési Vállalat üzemeltette.

## Története
1971. október 1-jén indult Zugló, Öv utca és a Etele tér, Kelenföldi pályaudvar között, ezzel egy időben a 7-es buszokat megszüntették. Az Ikarus 280-as busz prototípusa 1971 és 1973 között a vonalon közlekedett. 1972. március 27-étől a Tétényi úton és a Szakasits Árpád úton keresztül érte el az Etele teret. 1972. december 31-étől csak a Bosnyák tér és a Kelenföldi pályaudvar között járt, a kieső szakaszon 75-ös busz pótolta. 1976. január 1-jétől a Bosnyák teret egyenesen érte el a Varsó utca és a Telepes utca érintése nélkül, a visszafordulás a Csömöri úton tengelyben történt. 1976. december 31-én megszűnt, 1977. január 1-jétől 7-es jelzéssel közlekedett tovább.

## Útvonala
| Kelenföldi pályaudvar felé | Bosnyák tér felé |
| --- | --- |
| Bosnyák tér vá. – Csömöri út – Thököly út – Baross tér – Rákóczi út – Kossuth Lajos utca – Felszabadulás tér – Szabad sajtó út – Erzsébet híd – Szent Gellért rakpart – Szent Gellért tér – Bartók Béla út – Tétényi út – Szakasits Árpád út – Kelenföldi pályaudvar vá. | Kelenföldi pályaudvar vá. – Szakasits Árpád út – Tétényi út – Bartók Béla út – Szent Gellért tér – Szent Gellért rakpart – Erzsébet híd – Szabad sajtó út – Felszabadulás tér – Kossuth Lajos utca – Rákóczi út – Baross tér – Thököly út – Csömöri út – Bosnyák tér vá. |

## Megállóhelyei
| 0 | Bosnyák tér végállomás           | 8 | 44, 62, 64 7C, 24, 32, 70, 73, 77, 132, 132Y, 173E                                                     |
| 1 | Hungária körút                   | 7 | 44, 67 72, 75, 75Atrr 7C, 25, 55, 155 Budapest-Zugló                                                   |
| 2 | Baross tér, Keleti pályaudvar    | 6 | 23, 24, 29Y, 36, 44, 67 73, 76, 78, 79 7A, 7C, 19, 20, 20A, 30, 33, 89A, 95, 130, 173E Budapest-Keleti |
| 3 | Lenin körút                      | 5 | 4, 6, 28, 29, 37, 37A 7A, 7C, 12, 12A, 89, 89A, 99, 99Y, 112A, 199                                     |
| 4 | Felszabadulás tér                | 4 | 2, 2A 2, 5, 7A, 7C, 8, 9Y, 15, 89, 89A, 105, 108                                                       |
| 5 | Móricz Zsigmond körtér           | 3 | 6, 9, 18, 19, 47, 49, 61 1, 3, 7A, 7C, 10, 10A, 10Y, 27, 40, 40A, 53, 103, 140                         |
| 6 | Kosztolányi Dezső tér            | 2 | 19, 49 1, 7A, 7C, 12, 14, 14Y, 41, 53, 72, 86, 87, 87A, 87B, 141E, 186                                 |
| 7 | Szakasits Árpád út               | 1 | 7A, 7C, 14, 14Y, 83                                                                                    |
| 8 | Kelenföldi pályaudvar végállomás | 0 | 19, 49 1, 41Y, 83 Budapest-Kelenföld                                                                   |